# 베트남의 국장
베트남의 국장은 베트남 민주 공화국(북베트남) 시대였던 1955년 11월 30일에 제정되었으며 1976년 7월 2일 베트남 공화국(남베트남)과의 통일이 된 이후에 베트남의 국장으로 채택되었다.
국장 가운데에는 빨간색 바탕에 노란색 별이 그려져 있다. 별 아래에는 노란색 톱니바퀴가 그려져 있으며 톱니바퀴 양쪽을 노란색 벼 이삭이 감싸고 있다. 국장 전체를 벼 이삭이 감싸고 있으며 국장 아래쪽에 있는 빨간색 리본에는 베트남의 공식 명칭인 "베트남 사회주의 공화국"("Cộng hoà xã hội chủ nghĩa Việt Nam")이 베트남어로 쓰여져 있다. 노란색 별은 공산당을, 톱니바퀴와 벼 이삭은 노동자와 농민을 의미한다.

## 역대 베트남의 국장

베트남국의 국장 (1954년 ~ 1955년)
베트남 공화국의 국장 (1955년 ~ 1957년)
베트남 공화국의 국장 (1957년 ~ 1963년)
베트남 공화국의 국장 (1963년 ~ 1975년)
남베트남 공화국의 국장 (1975년 ~ 1976년)

## 같이 보기
- 베트남의 국기
- 중화인민공화국의 국장